# Trudi Birger
Trudi Birger (Francoforte sul Meno, 24 aprile 1927 – Gerusalemme, 2002) è stata una biologa e scrittrice tedesca naturalizzata israeliana. È una sopravvissuta all'Olocausto.

## Biografia
Nata da una famiglia ebrea agiata, l'infanzia di Trudi Birger a Francoforte fu interrotta bruscamente nel 1934 dall'avvento del nazismo. Con l'avvio delle persecuzioni contro gli ebrei, la sua famiglia visse nascosta per diversi anni prima di essere catturata e inviata nel campo di concentramento di Stutthof. Trudi riuscì a sopravvivere in modo miracoloso, come racconta ella stessa nella sua autobiografia.
Alla fine della guerra si sposò con Zev Birger (anch'egli sopravvissuto all'Olocausto, venne rinchiuso nel campo di concentramento di Dachau), e si trasferì con il marito in Israele, dove lavorò come microbiologa. Durante la sua attività, iniziò anche a occuparsi dei problemi fisici e psicologici indotti nei bambini dai problemi dentali che lei stessa aveva sofferto in campo di concentramento in seguito alle percosse di uno dei guardiani che le ruppe tutti i denti.
Nel 1980 fondò la clinica no-profit Dentisti volontari per Israele  e l'anno successivo ricevette il Premio Presidenziale per il Volontariato.
Nel 1991 venne dichiarata cittadina emerita di Gerusalemme, dove proseguì nella sua attività di volontariato a favore dei bambini poveri, senza discriminare tra ebrei e palestinesi.
Nel 1992 pubblicò il libro autobiografico Ho sognato la cioccolata per anni, in cui raccontò la sua terribile esperienza nel campo di sterminio, in particolare della rinuncia a salvarsi per stare a fianco della madre, di come riuscì a evitare la morte e di come fu in quell'occasione che promise a sé stessa di occuparsi dell'infanzia sofferente se fosse sopravvissuta (lei stessa, infatti, ne parla nel suo libro Da bambina ho fatto una promessa, continuazione del suo primo libro).
Morì a Gerusalemme nel 2002 all'età di 75 anni.
| Controllo di autorità | VIAF (EN) 19836765 · ISNI (EN) 0000 0001 0876 9410 · SBN LO1V174894 · LCCN (EN) n92040137 · GND (DE) 108238643X · BNF (FR) cb13521756n (data) · J9U (EN, HE) 987007258725905171 · NSK (HR) 000284872 · NDL (EN, JA) 00534264 |